# Comisión de Educación Superior
La Comisión de Educación Superior (en inglés: Higher Learning Commission, sigla HLC) es un organismo acreditador institucional de los Estados Unidos con capacidad para baremar instituciones de todos los estados. Históricamente ha acreditado instituciones de educación postsecundaria en los estados del centro de los Estados Unidos: Arizona, Arkansas, Colorado, Illinois, Indiana, Iowa, Kansas, Míchigan, Minnesota, Misuri, Nebraska, Nuevo México, Dakota del Norte, Ohio, Oklahoma, Dakota del Sur, Virginia Occidental, Wisconsin y Wyoming. La sede de la organización está en Chicago (Illinois). El Departamento de Educación de los Estados Unidos y el Consejo de Acreditación de Educación Superior reconocen a la comisión como un ente acreditador institucional. HLC surgió de la división de educación superior de la Asociación de Colegios y Escuelas del Centro Norte ( North Central Association of Colleges and Schools, sigla NCA ), que se disolvió en 2014.

## Criterios de acreditación
La Comisión de Educación Superior tiene cinco criterios principales para la acreditación: (1) Misión; (2) Ética; (3) Enseñanza y aprendizaje: calidad, recursos y apoyo; (4) Enseñanza y aprendizaje: evaluación y mejora; y (5) Recursos, planificación y eficacia institucional.

## Crítica
En 2009, la Oficina del Inspector General del Departamento de Educación de los Estados Unidos (OIG-ED) criticó la supervisión de la Comisión de Educación Superior de las universidades con fines de lucro y recomendó que la agencia considerara "limitar, suspender o terminar el estatus de la organización".  Aunque la OIG reafirmó su recomendación de que el departamento considerara sanciones para la HLC el año siguiente, agregando revisiones críticas de la acreditación de la HLC de la American InterContinental University y The Art Institute of Colorado,  el Departamento de Educación no retiró ni limitó la autoridad de acreditación de la HLC. Seis años después, en 2015, la OIG-ED volvió a criticar a la HLC, esta vez con una auditoría sobre el proceso de revisión que utilizó HLC al considerar las propuestas de las universidades para credenciales basadas en competencias. 

## Programa de Mejora de la Calidad Universitaria
El Programa de Mejora de la Calidad Universitaria es un conjunto de políticas y procedimientos que las instituciones educativas pueden seguir para mantener la acreditación por parte de la HLC. 

### Historia

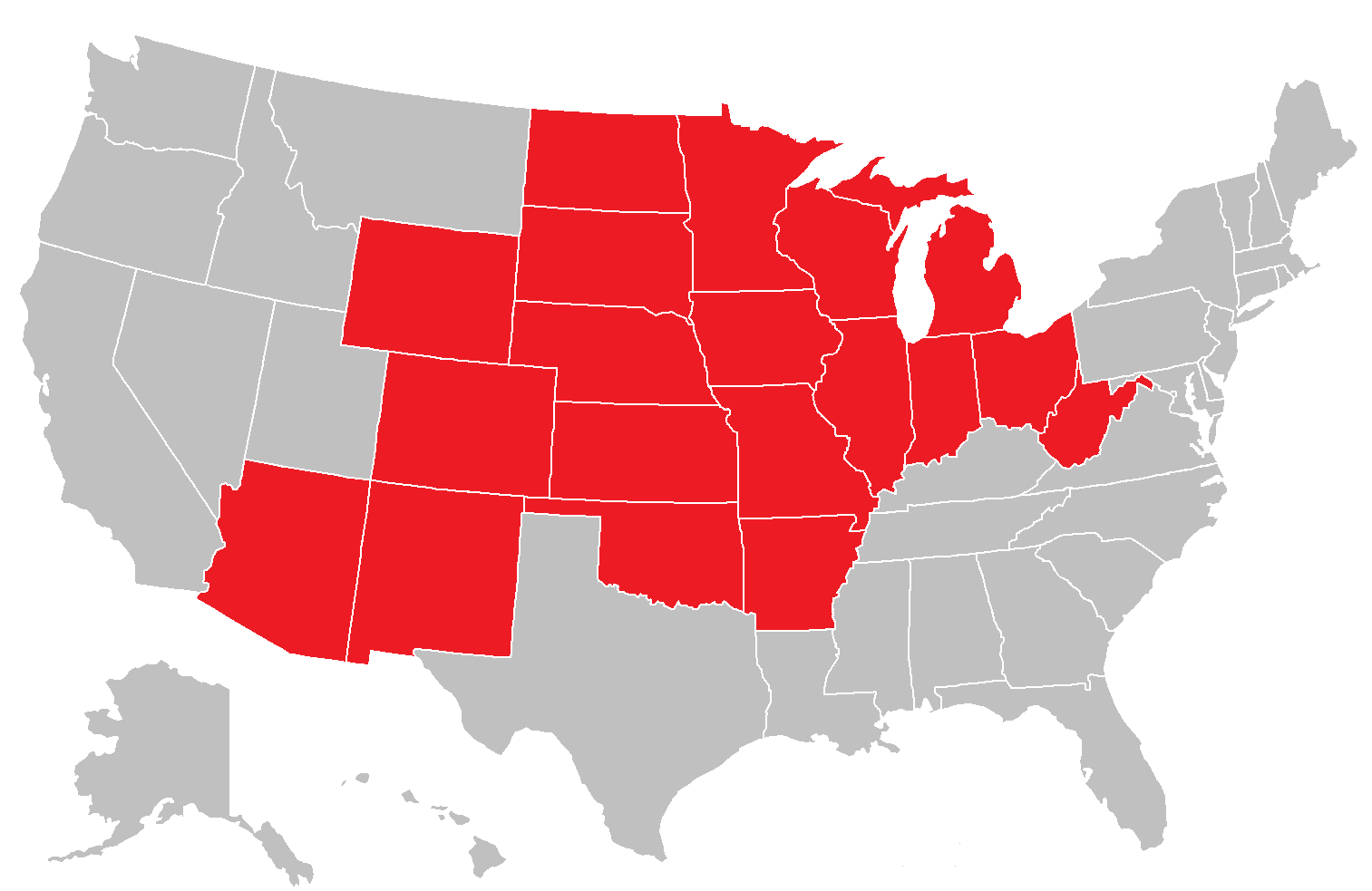
Antiguo territorio de acreditación regional

El Programa de Mejora de la Calidad Universitaria ( Academic Quality Improvement Program, sigla AQIP ) fue desarrollado como un proyecto de mejora educativa a principios de 1999 por Stephen Spangehl en la HLC, en aquel entonces todavía llamada Asociación de Colegios y Escuelas del Centro Norte. El proyecto fue financiado gracias a una subvención de The Pew Charitable Trusts y se inspiró en la experiencia de Spangehl como examinador del Premio Nacional de Calidad Malcolm Baldrige y buscó aplicar los principios de la gestión de calidad total a la educación superior. El proyecto AQIP se centró originalmente en nueve categorías de actividad que se prestaban a la autoevaluación y la mejora continua, mejoradas y refinadas en 2008. Las directrices identificaron diez principios básicos (enfoque, participación, liderazgo, aprendizaje, personas, colaboración, agilidad, previsión, información e integridad) que las organizaciones de alto rendimiento utilizan para guiar sus operaciones y exigieron a las instituciones que desarrollaran sus propios proyectos para aplicar esos principios en sus propias actividades y medir su éxito.
El programa adoptó un enfoque colaborativo con “Foros de Estrategia” (Strategy Forums) donde grupos de instituciones compartieron sus ideas sobre los “Proyectos de Investigación" ( Action Projects ) que emprendieron para abordar diversos desafíos. Los registros de los Proyectos de Investigación se almacenaron en una red en línea a la que otros participantes podían acceder y utilizar como orientación para futuras mejoras. Al final del ciclo de revisión, las instituciones fueron responsables de preparar una “carpeta de temas" ( Systems Portfolio ) que les exigió responder preguntas específicas sobre procesos, resultados y mejoras para cada una de las nueve categorías del AQIP.

### Nuevos enfoques
Conocida como la "AQIP Pathway", la AQIP era una de las tres opciones o vías (incluidas las vías estándar y abierta) que las instituciones acreditadas por la Comisión de Educación Superior podían seguir para obtener la reacreditación.  Linnea Stenson se desempeñó como directora del programa desde 2015 hasta 2021.
Para poder optar a la participación en AQIP,  las instituciones debían estar acreditadas durante diez años y haber demostrado bases establecidas en la "práctica esperada" bajo las vías tradicionales. Numerosos factores podrían haber hecho que una institución no fuera elegible para la vía opcional, incluido un cambio reciente en el control, un cambio sustancial,  sanción, monitoreo o si el acreditador tenía serias preocupaciones sobre la conducta de la institución o su compromiso con las actividades de acreditación requeridas.
Al final del año académico 2019-2020, HLC eliminó oficialmente el AQIP como vía de acreditación,  dejando solo las vías estándar y abierta como opciones de reacreditación. 